# Использование химического оружия во время вторжения России в Украину
С 2022 года появлялись сообщения об использовании россиянам химического оружия против Украины, которые впоследствии были неоднократно подтверждены. Использование запрещено первой статьёй Конвенции о запрещении химического оружия.

## Хронология
Сообщения о применении российскими войсками химического оружия появились как минимум в ноябре 2022 года. В 2023 году было заявлено о применении «едкого и легковоспламеняющегося газа», а общее количество химических атак российской армии составило 465. В том же 2023 году российская 810-я бригада морской пехоты заявила, что использовала слезоточивый газ в гранатах К-51 с беспилотников против защитников Украины.
Второго мая 2024 года Госдепартамент США обвинил Россию в нарушении запрета на использование химоружия во время вторжения в Украину. По заявлениям США россияне применяли хлорпикрин. По данным разведки это были не единичные случаи.
В ноябре 2024 года Организация по запрещению химического оружия (ОЗХО) признала применение россиянами «токсичного химического вещества» против Украины и подтвердило нарушение международного права. В феврале 2025 года во втором отчете организация опять признала использование Россией химоружия. В июне 2025 года организация в третий раз подтвердила нарушение международного права и применения слезоточивого газа, который россияне называют «Сирень». По данным ОЗХО: 

Анализы, проведенные отдельно и независимо друг от друга, назначенными лабораториями ОЗХО, подтверждают, что все гранаты, собранные из блиндажей на наблюдательном пункте и на позиции отдыха, содержали вещество для борьбы с беспорядками CS, соединения, связанные с CS, и/или продукты их распада; почва и растительность, собранные с мест, где были найдены гранаты, также содержали CS, его прекурсоры и/или продукты его распада; а образец почвы, собранный примерно в 15 метрах от одной из гранат на месте инцидента, а также образец растворителя с рамы обломков FPV-дрона также содержали CS в очень низких количествах.
6 мая 2025 года Совет Европейского союза в очередном пакете санкций впервые официально высказал обвинения против РФ в использовании слезоточивого газа во время проведения её войны против Украины.
4 июля 2025 года появились новые факты использования Россией химического оружия во время вторжения России на Украину, говорящие об усилении его применения. По заявлению сразу двух специальных служб Нидерландов (военной разведки MIVD и службы разведки и безопасности AIVD) были обнаружены доказательства увеличения активного применения Россией запрещённого химического оружия во время нападения в Украину. Российские вооружённые силы, по мнению спецслужб, применяли против Украины удушающие средства, которые использовали гитлетровские войска.
По данным трёх разведслужб: BND, MIVD и AIVD российские войска активно поддерживают использование запрещённых женевской конвенцией веществ. Более того, россияне увеличивают финансирование своей программы химических вооружений. По информации минобороны Украины, россияне более 9000 раз использовали химоружие во время попыток оккупации Украины, и зафиксированы случаи смертей из-за такого применения.

## Примеры использования
Российские войска применяют запрещённое оружие, как в гранатах, так и в посылаемых ими в Украину иранских дронах Шахед (которые они называют Герань).
В частности, в 2023 году в Крынках россияне сбрасывали слезоточивый газ в гранатах К-51 с беспилотников.
В 2024 году газ был применён на Днепропетровщине вблизи сёл Ильинка и Марьевка. Это был подтверждено обнаружением следов газа как в почве, так и в воде; интервью военнослужащих, обнаружением ручных гранат РГ-ВО и показом российским каналом RT использование военными этих гранат.
В 2025 году ГУР Украины заявил о применении химоружия около Щербаки в Запорожской области.